# Lano
För andra betydelser, se Lano (olika betydelser).
Lano är en kommun i departementet Haute-Corse på ön Korsika i Frankrike. Kommunen ligger i kantonen Bustanico som tillhör arrondissementet Corte. År 2022 hade Lano 21 invånare.

## Befolkningsutveckling
Antalet invånare i kommunen Lano
Referens:INSEE